# 阿尔瓦·迈耶
阿尔瓦·迈耶（英語：Alvah Meyer，1888年7月18日—1939年12月19日），犹太人，美国男子田径运动员，主攻短跑。他曾代表美国参加1912年夏季奥林匹克运动会田径比赛，获得男子100米银牌。